# همت‌آباد (بروجرد)
همت‌آباد یکی از  روستا هایشهرستان بروجرد است. این روستا در دهستان همت‌آباد در بخش مرکزی این شهرستان و در دشت سیلاخور قراردارد.

## جمعیت
بنابر سرشماری مرکز آمار ایران، جمعیت همت‌آباد در سال ۱۳۸۵ برابر با ۱۰۹۲ نفر بوده‌است که از این میان ۵۴۷ نفر مرد و بقیه زن بوده‌اند. ۸۳٪ ساکنان این روستا باسوادند. همت‌آباد ۲۲۷ خانوار دارد.